# Liste der Abgeordneten zum Greizer Landtag (1877–1878)
Diese Liste nennt die Abgeordneten zum Greizer Landtag 1877–1878.

## Vorbemerkungen
Der Greizer Landtag bestand 1867 bis 1919. Bis 1918 wurden die Abgeordneten auf sechs Jahre gewählt. Alle drei Jahre schied eine Hälfte der Abgeordneten aus und wurde neu gewählt. Entsprechend teilt sich die Liste nach den Wahlen in 3-Jahresabschnitte auf. Neben den Abgeordneten wurden auch individuelle Stellvertreter gewählt. Diese sind aufgeführt, wenn sie an Landtagen teilgenommen haben.
Unter „Wahlbezirk“ ist angegeben, wie die Wahl zustande kam.
- Drei der Mitglieder wurden vom Fürsten ernannt, gekennzeichnet mit „F“
- Zwei der Mitglieder wurden von den Ritterguts- und Großgrundbesitzern in direkter Wahl gewählt, gekennzeichnet mir „RG“
- Sieben Mitglieder wurden von den übrigen Staatsbürgern in indirekter Wahl gewählt, gekennzeichnet mit „AW“. AW 1 und 2 entsprachen jeweils eine Hälfte der Stadt Greiz, AW 3 der Stadt Zeulenroda, AW 4 bis 6 waren Landgemeinden der Herrschaft Greiz und AW 7 die Landgemeinden der Herrschaft Burgk.

Das Parteienwesen entstand erst im Laufe der Zeit. Für die Anfangszeit ist unter „Partei“ die politische Richtung des Abgeordneten angegeben, als NL für Nationalliberal oder kons für Konservativ.

## Liste
Die 1874 sowie 1877 gewählten Abgeordneten wären eigentlich bis 31. Dezember 1879 bzw. 31. Dezember 1882 gewählt worden. Aufgrund der Landtagsauflösung endete die Mandatszeit für alle Abgeordneten jedoch bereits am 29. Juli 1878.
| Name                            | Wohnort    | Wahlbezirk | gewählt bis   | Partei     | Anmerkung |
| ------------------------------- | ---------- | ---------- | ------------- | ---------- | --- |
| Goswin Brösel                   | Greiz      | AW 2       | 29. Juli 1878 | ./.        | 0 |
| Theodor von Dietel              | Greiz      | AW 7       | 29. Juli 1878 | DkP        | 0 |
| Heinrich Feistel                | Greiz      | AW 4       | 29. Juli 1878 | ./.        | Landtagsvizepräsident vom 26. bis 29. Juli 1878. Landtagspräsident vom 19. Juni bis 22. Juni 1877 und vom 29. November 1877 bis 8. Juni 1878. |
| David Feistel                   | Altgommla  | AW 5       | 29. Juli 1878 | ./.        | 0 |
| Christian Fröbisch              | Schönbrunn | AW 6       | 29. Juli 1878 | ./.        | 0 |
| Richard von Geldern-Crispendorf | Greiz      | F          | 29. Juli 1878 | kons       | 0 |
| Carl Heyer                      | Caselwitz  | AW 6       | 29. Juli 1878 | NL/RFKB    | 0 |
| Franz Ferdinand Hupfer          | Gottesgrün | RG         | 29. Juli 1878 | ./.        | 0 |
| Eduard Knoll                    | Greiz      | F          | 29. Juli 1878 | ./.        | 0 |
| Franz Ludwig                    | Zeulenroda | AW 3       | 29. Juli 1878 | ./.        | 0 |
| Julius Martin                   | Greiz      | F          | 29. Juli 1878 | Monarchist | 0 |
| Karl Friedrich Petzold          | Schönfeld  | RG         | 29. Juli 1878 | ./.        | 0 |
| Karl Weidinger                  | Greiz      | F          | 29. Juli 1878 | kons       | 0 |
| Theodor Zopf                    | Greiz      | AW 1       | 29. Juli 1878 | NLP        | Landtagsvizepräsident vom 19. Juni bis 22. Juni 1877 und vom 29. November 1877 bis 8. Juni 1878. Landtagspräsident vom 26. bis 29. Juli 1878  |